# Битва при Арлоне (1793)
Битве при Арлоне (фр. Bataille d'Arlon) — сражение, произошедшее 9 июня 1793 года во время войны Первой Коалиции, в эпоху французских революционных войн, в котором французские республиканские войска под командованием Амаля Анри Делажа столкнулись с войсками Габсбургов во главе с Готфридом фон Шредером. Французские войска победили, хотя понесли большие потери, чем австрийские.

## Кампания
Во время осады Майнца Рейнская армия по приказу Александра де Богарне (который пришел на смену Адаму Филиппу де Кюстину) закрепилась на реке Лаутер. Вступив в должность, главнокомандующий реорганизовал свои войска и включил новобранцев, прибывших со всех сторон.
В то же время Мозельская армия отходила за Блис и Саар . Это бездействие вызвало недовольство Национального конвента, и Комитет общественного спасения настоятельно рекомендовал двум генералам возобновить наступление и выступить на помощь армии, блокированной в Майнце всеми силами коалиционных сил. Самым надежным средством снятия осады было одновременное нападение на врага с двух сторон: Мозельская армия атакует Пирмазенс или Кайзерслаутерн, а Рейнская армия - на левом берегу реки.

## Сражение
Австрийцы в Арлоне находились под командованием фельдмаршала-лейтенанта Готфрида фон Шредера. Численность его войск составляла приблизительно 6000 солдат, которые были организованы в семь батальонов и восемь эскадронов. Французские силы возглавлял дивизионный генерал Амабль Анри Делаж и его войска состояли из 8 500 пехотинцев и 1 000 кавалеристов из Мозельской армии.
Жан-Николя Ушар, командующий армией Мозеля, верил в ту же цель, продвигаясь 9 июня слева, чтобы атаковать Арлон, на высотах, защищаемый 8000 солдат, 30 орудиями и цепью эшелонированных траншей с обзором на все точки, из которых он мог быть атакован. Колонны республиканцев наступали в атаку, крича " Да здравствует Республика! " И находились под огнем этих батарей, при этом французская артиллерия была слишком малокалиберной, чтобы ответить с каким-либо преимуществом. Правый фланг был более уязвим, чем остальные, и его атаковала австрийская кавалерия, но колонны в центре и артиллерия пришли на помощь и отбили врага. Во время боя под Арлоном отличился будущий генерал Клод Франсуа Дюпрес, тогда ещё лейтенант, захватив целую австрийскую роту.
В это время Пьер Рафаэль Пайо де Борегар маршировал на Арлон справа и поднялся на высоту, откуда открывался вид на город. 400 карабинеров атаковали каре из 1500 австрийцев. Несколько залпов дроби, выпущенных всего в 50 шагах от передней линии каре, привели его в беспорядок, и карабинеры смогли его уничтожить. Арлон остался в руках французов, и армия разместила там свою базу, но его захват был бесполезен для осажденных войск в Майнце, и плохие расчеты Хушара не понесли наказания (он был назначен командующим Армией Севера) в следующем августе).
Французы потеряли 900 человек убитыми и ранеными. Потери Австрии были меньше — 600 убитыми, ранеными и пленными. Французы также захватили пять артиллерийских орудий и четыре вагона с боеприпасами.
Во время боя рота конной артиллерии капитана Жана-Бартелемо Сорбье произвела артиллерийский залп: сначала Сорбье снял с опоры свои орудия и выстрелил с расстояния 800 ярдов (732 м). Затем орудия были развернуты и подведены ближе к противнику, после чего их сняли с вооружения и снова открыли огонь. Эту процедуру повторяли на все уменьшающейся дальности, пока огонь с близкого расстояния не дал существенного урона.